# パトリシア・ヒートン
パトリシア・ヒートン（Patricia Heaton、1958年3月4日 - ）は、アメリカ合衆国の女優。

## 出演作品
- 大人の女子会・ナイトアウト Moms' Night Out (2014) 兼製作総指揮
- ザ・ミドル 中流家族のフツーの幸せ （フランキー・ヘック）
- 9.11 アメリカ同時多発テロ 最後の真実
- 新・グッバイガール
- 最高の贈り物
- HEY!レイモンド（デブラ・バローネ）
- ニュー・エイジ
- ベートーベン
- 透明人間

## 制作
- アメイジング・グレイス